# Colchester Castle
Colchester Castle er et slot i Colchester, Essex, England. Det er et eksempel på en stort set komplet normannisk borg. Det er designet af Gundulf af Rochester, der også var med til opførslen af Tower of London. I dag er det et museum og er en Grade I listed building.

## Historie

### Opførsel
Colchester Castle er omkring halv så stor som Tower of Londons White Tower, og Colchesters keep måler 46 gange 34 m og er det største der er opført i Storbritannien og det største bevarede eksempelvis i Europa. Der har altid hersket debat om den oprindelige højde på slottet. Det er blevet foreslået at keepet på et tidspunkt har været fire etager højt, men som følge af flere grunde, såsom den relativt fredelige region og mangel på lokal sten, så antages det nu, at det kun har været to eller tre etager højt. Slottet er bygget på fundamentet på det tidligere romerske tempel, som Claudius opførte mellem år 54–60. Denne del af bygningen er senere blevet udgravet, og består af store kælderrum, der i dag kan ses under slottet.
Slottet blev beordret opført af Vilhelm Erobreren og blev designet af Gundulf, Biskop af Rochester. Opførslen blev påbegyndt mellem 1069 og 1076 under vejledning af Eudo Dapifer, der blev borgherre efter færdiggørelsen. I 1080 stoppede byggeriet som følge af truslen om en vikingeinvasion, men borgen blev færdiggjort omkring 1100. Mange materialer, såsom romerske mursten og ler blev brugt til byggeriet. Huller efter stilladset og andre levn kan stadig ses i strukturen.

### Senere historie
I 1215 blev Colchester Castle belejret og erobret af kong John under den første baronkrig, hvilket ledte til Magna Carta.
Slottet blev sidenhen brugt til adskillige formål, efter det gik ud af brug som royalt slot. Det har været fængsel for Essex, hvor det i 1645 var stedet, hvor Matthew Hopkins afhørte og fængslede formodede hekse. I 1648, under den engelske borgerkrig, blev kavalerernes ledere Sir Charles Lucas og Sir George Lisle henrettet bag slottet. En lokal legende fortæller at græsset ikke vil gro på stedet, hvor de faldt. En lille obelisk er blevevt opført på stedet. I 1656 blev kvækeren James Parnell gjort til martyr her.
I 1650 opgav et Parliament Survey værdien af bygningen og stenene til fem pund. I 1683 fik en isenkræmmer, John Wheely, licens til at rive hele slottet ned – antageligvis for at bruge det som byggemateriale i byen. Efter "stor ødelæggelser", hvor store dele af bygningens øvre del blev nedbrudt ved hjælp af skruer og krudt, gav han op, da det ikke længere var rentabelt at fortsætte.
I 1727 blev slottet købt af Mary Webster til hendes datter Sarah, der giftede sig med Charles Gray, der var parlamentsmedlem for Colchester. Til at begynde med lejede Gray keepet ud til en lokal kornkøbmand, og østsiden blev lejet ud til countiets fængsel. I slutningen af 1740'erne restaurerede Gray dele af bygning, særligt den sydlige del. Han etablerede en privat park omkring ruinen og hans sommerhus (der lå på den normanniske borgs jordvolde og havde form som et romersk tempel) kan stadig ses her. Gray etablerede også et bibliotek og kontor.
I 1922 blev slottet og parken givet til byen. Parken blev delt op i Upper og Lower Castle Parks. I dag er Colchester Castle et offentlig museum.
Mellem januar 2013 og maj 2014 fik slottet en omfattende renovering, der kostede £4,2 mio. I projektet blev udstillingen bl.a. opdateret med den seneste viden og forskningsresultater om slottet og der blev udført reparationer på taget.